# Bosansko Grahovo
Bosansko Grahovo (en serbe cyrillique : Босанско Грахово) est une ville et une municipalité de Bosnie-Herzégovine située dans le canton 10 et dans la fédération de Bosnie-et-Herzégovine. Selon les premiers résultats du recensement bosnien de 2013, la ville intra muros compte 876 habitants et la municipalité 3 091.

## Géographie
Bosansko Grahovo est situé à la frontière entre la Bosnie-Herzégovine et la Croatie, près des villes de Drvar, Livno et Glamoč.

## Histoire
Le 27 juillet 1941, s'y déroule le (en) massacre de Bosansko Grahovo lors duquel plus de 1000 civils croates sont assassinés par des Tchetniks.

## Localités

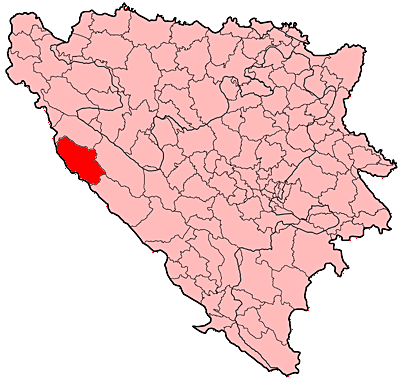
Localisation de la municipalité de Bosansko Grahovo en Bosnie-Herzégovine

La municipalité de Bosansko Grahovo compte 35 localités :
| - Bastasi - Bosansko Grahovo - Crnac - Crni Lug - Donje Peulje - Donji Kazanci - Donji Tiškovac - Duler - Gornje Peulje - Gornji Kazanci - Grkovci - Isjek | - Jaruga - Kesići - Korita - Luka - Maleševci - Malo Tičevo - Marinkovci - Mračaj - Nuglašica - Obljaj - Pečenci - Peći | - Preodac - Pržine - Radlovići - Resanovci - Stožišta - Ugarci - Uništa - Veliko Tičevo - Vidovići - Zaseok - Zebe |

## Démographie

### Villeintra muros

#### Évolution historique de la population dans la villeintra muros
| 1948 | 1953 | 1961 | 1971  | 1981  | 1991  | 2013 |
| ---- | ---- | ---- | ----- | ----- | ----- | ---- |
| -    | -    | 696  | 1 229 | 1 602 | 2 096 | 876  |

|  |

### Municipalité

#### Évolution historique de la population dans la municipalité
| 1961   | 1971   | 1981  | 1991  | 2013  |
| ------ | ------ | ----- | ----- | ----- |
| 11 776 | 10 555 | 9 032 | 8 311 | 3 091 |

#### Répartition de la population dans la municipalité (1991)
En 1991, sur un total de 8 311 habitants, la population se répartissait de la manière suivante :
En 1991, toutes les localités de la municipalité de Bosansko Grahovo possédaient une majorité de peuplement serbe, à l'exception des villages de Korita et Uništa, qui étaient habités par une majorité de Croates.

## Politique
À la suite des élections locales de 2012, les 15 sièges de l'assemblée municipale se répartissaient de la manière suivante :
| Parti                                                        | Sièges |
| ------------------------------------------------------------ | ------ |
| Alliance des sociaux-démocrates indépendants (SNSD)          | 4      |
| Parti progressiste serbe (SNS)                               | 3      |
| Union démocratique croate de Bosnie et Herzégovine (HDZ BiH) | 2      |
| Parti national pour l'amélioration par le travail            | 2      |
| Parti socialiste (SP)                                        | 1      |
| Parti social-démocrate (SDP)                                 | 1      |
| Parti du progrès démocratique                                | 1      |
| Alliance démocratique nationale (DNS)                        | 1      |

Uroš Makić, membre de l'Alliance des sociaux-démocrates indépendants (SNSD), a été élu maire de la municipalité.

## Personnalités
- Gavrilo Princip, l'un des fomenteurs de l'attentat de Sarajevo en 1914, est né au village d'Obljaj, à l'est de Bosansko Grahovo.
- Ksenija Pajčin chanteuse décédée
- Baja Mali Knindža chanteur
- Petar Zimonjić, métropolite de l'Église orthodoxe serbe
- Đuro Pucar, Héros national de la Yougoslavie
- Milan Bilbija, metteur en scène
- Bosa Nenadić, juriste et membre du Sénat de la république serbe de Bosnie
- Simo Bajić
- Milan Galić, footballeur
- Oliver Tihi, né Boris Đukić, peintre
- Dragan Raca, entraîneur de baskett-ball